# 김지남 (배우)
김지남(1976년 11월 4일 ~ )은 대한민국의 배우이다. 한때 안유라라는 예명을 사용하였다.

## 이력
신장은 160cm이고 체중은 47kg이며 골프에 취미가 있고 그림 그리기와 요가와 필라테스와 수영에 특기가 있는 그녀는 1994년 MBC 문화방송 특채 탤런트 첫 데뷔하였다. 2000년 이후 방송리포터와 미술 디자이너로도 활동하였다.

## 학력
- 서울충무초등학교 (졸업)
- 성신여자중학교 (졸업)
- 동덕여자고등학교 (졸업)
- 동덕여자대학교 컴퓨터디자인학과 (졸업)

## 출연작

### 영화
- 1996년 《맥주가 애인보다 좋은 7가지 이유》

### TV 드라마
- 1994년 MBC 드라마 《마지막 승부》
- 1994년 MBC 드라마 《종합병원》
- 1994년 MBC 드라마 《아담의 도시》
- 1995년 KBS 드라마 《갈채》
- 1995년 SBS 드라마 《째즈》
- 1995년 EBS 드라마 《언제나 푸른 마음》
- 1995년 MBC 일일시트콤 《두 아빠》
- 1996년 KBS 드라마 《원지동 블루스》
- 1996년 KBS 드라마 《컬러 - 회색》 ... 청년 김수혜 역
- 1996년 KBS 드라마 《컬러 - 그린》 ... 전희수 역
- 1996년 MBC 시트콤 《남자 셋 여자 셋》
- 1997년 SBS 월화드라마 《여자》
- 1997년 KBS 드라마 《스타》
- 1998년 MBC 시트콤 《여자 대 여자》
- 1998년 KBS 드라마 《킬리만자로의 표범》
- 1998년 SBS 드라마 《7인의 신부》
- 1999년 KBS 드라마 《어린 왕자》
- 2009년 TvN 시트콤 《세 남자》

### TV 프로그램
- 2000년 ~ 2002년 MBC 《TV로 보는 세계》
- 2006년 EBS 《생방송 톡!톡! 보니하니》 : MC 하니 역

### 라디오 프로그램
- 2014년 《EBS FM 책 읽는 라디오 낭독 시리즈》

## 이외 이력
- 前 한국방송예술교육진흥원 방송연예연기학과 겸임교수

## 같이 보기
- 이제니